# デーリー東北
デーリー東北（デーリーとうほく）は、デーリー東北新聞社が発行する青森県の地方紙。青森県南部地方（八戸市など、青森県の東半分）と岩手県北部（二戸市、久慈市など）を報道・販売エリアとする。
本社所在地は八戸市城下1丁目（本八戸駅前）。1945年に月10回発行の旬刊で創刊。日刊移行は1946年。発行部数は91,381部 で、青森県八戸市での普及率は約75%。
青森県全域を報道・販売エリアとする東奥日報とは異なり、八戸市をはじめとした南部地域に特化している。なお、兵庫県の神戸新聞社が発行するデイリースポーツとは無関係である。

## 沿革
- 1945年（昭和20年）12月15日 - 『デーリー東北社』創立し、創刊。当時はタブロイド版4ページの紙面の月10回の発行で、購読料は2円50銭だった[5]。
- 1946年（昭和21年）3月 - 月10回の発行から、日刊に切り替え、名実共に「デーリー」となる[5]。
- 1971年（昭和46年）5月 - 社名を『デーリー東北新聞社』と改称[5]。

## 紙面
- 総合
  - 国内外や八戸市を中心とした政治・経済ニュースを中心に掲載。また、青森県の政治など、県全体に及ぶ話題も取り上げる（ちなみに県庁所在地の青森市（旧浪岡町を除く）でも本紙を取り扱っている）。岩手県に関するニュースは、本紙エリアに関わる事項のみ掲載。
- 国際
- 株式
- 番組 - 後述
- 文化
- 趣味
- スポーツ
- 地域
  - 「上十三むつ下北」「三八」「岩手県北（割愛の場合あり）」にブロック分けして地域の話題を紹介する。
- 社会
- ひろば
  - 投稿欄、コラム、おでかけ情報、天気予報

## マスコットキャラクター

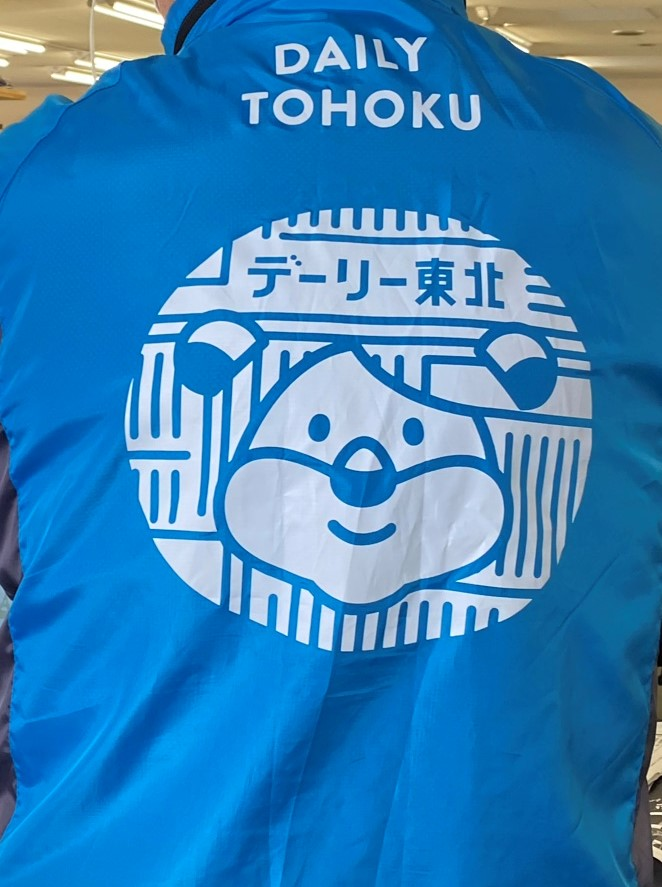
デリオンがプリントされたジャンパーを着たデーリー東北関係者

ライオンをモチーフとした「デリオン」が公式キャラクターで、2018年1月1日付の紙面でデビューした。記者も兼務しているという設定。

## 支社・総局・支局
- 支社
  - 青森市、東京都、仙台市、大阪市
- 総局
  - 十和田市、三沢市、むつ市
- 支局
  - 野辺地町、七戸町、六戸町、三戸町、五戸町、盛岡市、久慈市、二戸市

## テレビ・ラジオ面

### 朝刊の最終面
- NHK総合テレビ（※2）
- NHK Eテレ
- 青森放送（日本テレビ系）
- 青森テレビ（TBS系）
- 青森朝日放送（テレビ朝日系）
- 岩手めんこいテレビ（フジテレビ系）
- IBC岩手放送（TBS系・※1）
- テレビ岩手（日本テレビ系・※1）
- 岩手朝日テレビ（テレビ朝日系・※1）
- NHK BS1（※3）
- BSプレミアム（※3）

※1：在盛（岩手県内）のテレビ局については、岩手めんこいテレビのみフルサイズ、以外はハーフサイズで掲載されている。
※2：地域番組についてはNHK青森放送局の内容のみ掲載。
※3：NHK BS1・BSプレミアムはハーフサイズで掲載。

### 朝刊の中面
1段目から3段目にはBSデジタルテレビの番組表が掲載。
1段目
- BS日テレ
- BS朝日
- BS-TBS
- BSテレ東
- BSフジ
- WOWOWプライム
- スター・チャンネル1
- BS11
- TwellV（トゥエルビ）

※以下の局はラジオ局の番組表と同サイズで掲載。
2段目
- WOWOWライブ
- WOWOWシネマ
- スター・チャンネル2
- スター・チャンネル3
- 放送大学テレビ
- グリーンチャンネル
- BSアニマックス
- FOX bs238
- BSスカパー!

3段目
- J SPORTS1
- J SPORTS2
- J SPORTS3
- J SPORTS4
- BS釣りビジョン
- IMAGICA BS
- BS日本映画専門チャンネル
- ディズニー・チャンネル

4段目にはラジオ局の番組表が掲載。
4段目
- NHK-FM
- エフエム青森
- エフエム岩手
- NHKラジオ第1放送
- NHKラジオ第2放送
- 青森放送
- IBC岩手放送（局名は「IBCラジオ」と表記）
- TBSラジオ（※）
- 文化放送（※）
- ニッポン放送（※）
  - 最近ではBS11及びTwellVの番組表掲載に伴い、TBSラジオ・文化放送・ニッポン放送の番組表が掲載スペースの都合上で縮小され、夕方～深夜の間の時間帯のみの掲載に変更された。
  - 下部右寄りには地元コミュニティFM・ケーブルテレビの自主放送の番組表が掲載されている[注釈 2]。
- BeFM
- 八戸テレビ放送（コミュニティチャンネル[注釈 3]）

## 紙面事故
- 2010年7月1日付けの新聞で、サッカー日本代表の岡田武史監督の去就について書かれた記事で、本来なら「岡田監督退任の意向」とすべきところを、誤って「岡田首相[注釈 4]退任の意向」と編集者が間違って入力し、この状態のままで当時の発行部数10万5000部の約半数を印刷し終えたところで印刷スタッフが誤りに気づいた。しかし既に先に印刷してしまったものが新聞販売店に配送されていたので、一から刷り直すことが事実上不可能となったため、訂正版は残りの約半数のみに留まった。このため7月2日の新聞・ホームページで「岡田首相としたのは、岡田監督の誤りでした」とする訂正文を発表した。誤植#報道での誤植も参照。

## デーリー東北賞
北奥羽地方の居住者は出身者を対象として、地方文化・産業・経済・学術・芸術・スポーツなどの各分野で卓越した功績のあった個人、団体を顕彰する目的で1971年より「デーリー東北賞」、2008年より「デーリー東北特別賞」の贈呈を行っている。

## 関連人物
- 川合勇太郎 - 初期に営業局長、編集局長、常務取締役、専務社長代理などを歴任。